# Fantastyczna Czwórka (serial animowany 1967)
Fantastyczna Czwórka (inne tłumaczenie: Wspaniała Czwórka, oryg. The Fantastic Four) – amerykański superbohaterski serial animowany z 1967 roku na podstawie serii komiksów o grupie superbohaterów o tej samej nazwie wydawnictwa Marvel Comics. W oryginalnej wersji językowej głównym postaciom głosów użyczyli: Gerald Mohr, Jo Ann Pflug, Paul Frees i Jac Flounders.
Fantastyczna Czwórka zadebiutowała 9 września 1967 roku w Stanach Zjednoczonych na antenie ABC. Serial został zakończony po pierwszej serii. 21 września 1968 roku wyemitowano ostatni, dziewiętnasty odcinek serialu.

## Obsada

### Główne role
- Gerald Mohr jako Reed Richards / Mister Fantastic[1][2][3][4]
- Jo Ann Pflug jako Susan Storm-Richards / Invisible Girl[1][2][3][4]
- Paul Frees jako Benjamin J. Grimm / The Thing oraz Uatu the Watcher[1][2][3][4]
- Jac Flounders jako Johnny Storm / Human Torch oraz Mole Man[1][2][3][4]

### Role gościnne
- Ted Cassidy jako Galactus[1][2]
- Henry Corden jako Attuma i Molecule Man[2]
- Regis Cordic jako Diablo[1][2]
- Frank Gerstle jako Blastaar[1][2]
- Marvin Miller jako Super-Skrull[1][2]
- Vic Perrin jako Red Ghost, Gamma i Silver Surfer[1][2]
- Mike Road jako Prince Triton, Rama-Tut[1][2]
- Joseph Sirola jako Doctor Doom[1][2]
- Hal Smith jako Klaw[1][2]
- Janet Waldo jako Lady Dorma[2]

## Emisja
Fantastyczna Czwórka zadebiutowała 9 września 1967 roku w Stanach Zjednoczonych na antenie ABC. Serial został zakończony po pierwszej serii. 21 września 1968 roku wyemitowano ostatni, dziewiętnasty odcinek serialu. Odcinek z 7 października 1967 roku składał się z dwóch krótszych segmentów: Klaws i The Red Ghost.
Fantastyczna Czwórka z 1967 roku jest jednym z niewielu seriali animowanych na podstawie komiksów Marvel Comics, do których praw nie ma The Walt Disney Company, ponieważ wszystkie produkcje Hanna-Barbera zostały zakupione przez Time Warner.

## Lista odcinków
| Nr | Tytuł                           | Premiera (ABC)       |
| -- | ------------------------------- | -------------------- |
| 1  | Menace of the Mole Men          | 9 września 1967      |
| 2  | Diablo                          | 16 września 1967     |
| 3  | The Way It All Began            | 23 września 1967     |
| 4  | Invasion of the Super Skrulls   | 30 września 1967     |
| 5  | KlawsThe Red Ghost              | 7 października 1967  |
| 6  | Prisoners of Planet X           | 14 października 1967 |
| 7  | It Started on Yancy Street      | 21 października 1967 |
| 8  | Three Predictions of Dr. Doom   | 28 października 1967 |
| 9  | Behold a Distant Star           | 4 listopada 1967     |
| 10 | Demon in the Deep               | 11 listopada 1967    |
| 11 | Danger in the Depths            | 18 listopada 1967    |
| 12 | Return of the Moleman           | 25 listopada 1967    |
| 13 | Rama-Tut                        | 9 grudnia 1967       |
| 14 | Galactus                        | 16 grudnia 1967      |
| 15 | The Micro World of Dr. Doom     | 30 grudnia 1967      |
| 16 | Blastaar, the Living Bomb-Burst | 6 stycznia 1968      |
| 17 | The Mysterious Molecule Man     | 13 stycznia 1968     |
| 18 | The Terrible Tribunal           | 14 września 1968     |
| 19 | The Deadly Director             | 21 września 1968     |

## Produkcja
W 1966 roku agent telewizyjny Sy Fischer zauważył w komiksie o Fantastycznej Czwórce, którą czytał jego syn, potencjał na serial animowany. Zwrócił się z tym pomysłem do Josepha Barbera, który zgodził się z jego oceną i obaj skontaktowali się ze Stanem Lee, aby nabyć prawa do postaci. Hanna-Barbera Productions przygotowało propozycję dla stacji ABC, która zamówiła serial na jesień 1967 roku.
Stan Lee i Jack Kirby byli twórcami serialu i konsultantami. Scenariusz napisali Phil Hahn i Jack Hanrahan , którzy zaadaptowali historie Fantastycznej Czwórki prosto z komiksów. Dokonano jednak pewne zmiany, między innymi ze względu na ograniczenia czasowe i kwestie prawne. Reed Richards i Susan Storm zostali od razu przedstawieni jako małżeństwo. Spłycono również problemy z wyglądem Bena Grimma, a jego postaci nadano bardziej humorystyczny wymiar. Grantray-Lawrence Animation, które zrealizowało serial The Marvel Super Heroes, posiadało prawa do Namora, więc zdecydowano się użyć zamienników postaci z komiksów o tej postaci. Zamiast Namora był Triton, a nazwę Atlantis mieniono na Pacifica. Z tych samych powodów postać Ant-Mana nie mogła pojawić się w serialu. Pominięto również postać Alicii Masters, a jej rolę łącznika pomiędzy Srebrnym Surferem a ludzkością przejęła Susan Storm. Postacie Mole Mana i Uatu pojawił się dzięki temu, że Hanna-Barbera nabyła do nich prawa od Grantray-Lawrence. Zdecydowano się również na zmiany w wyglądzie niektórych postaci, zwłaszcza złoczyńców.
Muzykę do serialu skomponował Ted Nichols.